# Corrigiola litoralis subsp. perez-larae
Corrigiola litoralis subsp. perez-larae é uma subespécie de planta com flor pertencente à família Caryophyllaceae. 
A autoridade científica da subespécie é Chaudhri, Muñoz Garm. & Pedrol, tendo sido publicada em Anales del Jardín Botánico de Madrid 45: 586. 1988 (1989).

## Portugal
Trata-se de uma subespécie presente no território português, nomeadamente em Portugal Continental.
Em termos de naturalidade é nativa da região atrás indicada.

## Protecção
Não se encontra protegida por legislação portuguesa ou da Comunidade Europeia.